# Gottfried Gebert
Gottfried Gebert (* 17. März 1926 in Schellenberg (Leubsdorf); † 5. Januar 2021 in Cottbus) war ein deutscher Schauspieler und Regisseur.

## Leben
Über das Leben des 1926 geborenen Gottfried Gebert sind nur lückenhafte Informationen vorhanden. Bekannt sind nur die Engagements an Theatern in Chemnitz, Anklam und Neustrelitz, hier war er auch als Regisseur tätig. 1964 wechselte er an das Theater der Stadt Cottbus, wo er bis 1991 in etwa 99 Rollen und später weiterhin als Gast besetzt wurde. In Cottbus stand er auch auf der Bühne des Piccolo-Theaters. In einigen Produktionen der DDR-Filmgesellschaft DEFA und des Fernsehens der DDR stand er vor der Kamera.
Gottfried Gebert war mit der Souffleuse Margot Gebert verheiratet, ihr gemeinsamer Sohn Rolf-Jürgen Gebert wurde ebenfalls Schauspieler. Gottfried Gebert verstarb 2021 im Alter von 94 Jahren in Cottbus. Seine letzte Ruhestätte fand er auf dem Südfriedhof in Cottbus.

## Filmografie
- 1981: Suturp – Eine Liebesgeschichte (Fernsehfilm)
- 1986: Hilde, das Dienstmädchen
- 1990: Spreewaldfamilie (Fernsehserie, 1 Episode)

## Theater

### Schauspieler
- 1952: Valentina Ljubimowa: Schneeball – Regie: Fred Mahr (Städtische Theater Chemnitz)
- 1959: Fred Reichwald: Das Wgnis der Maria Diehl (Walter Buschow) – Regie: Hans Heinemann (Theater der Stadt Anklam)
- 1962: Alexei Arbusow: Eine Geschichte aus Irkutsk – Regie: Erhard Kunkel (Friedrich-Wolf-Theater Neustrelitz)
- 1962: Friedrich Schiller: Die Räuber – Regie: Julius Theurer (Friedrich-Wolf-Theater Neustrelitz)
- 1967: Erwin Strittmatter: Die Holländerbraut – Regie: Gerd Michael Henneberg (Friedrich-Wolf-Theater Neustrelitz)
- 1975: Heinrich von Kleist: Prinz Friedrich von Homburg – Regie: Ekkehard Dennewitz (Theater der Stadt Cottbus)
- 1976: Rudi Strahl: Ein irrer Duft von frischem Heu – Regie: Peter Röll (Theater der Stadt Cottbus)
- 1979: William Shakespeare: Der Widerspenstigen Zähmung – Regie: Christoph Brück (Theater der Stadt Cottbus)
- 1980: William Shakespeare: Ein Sommernachtstraum – Regie: Norbert Speer (Theater der Stadt Cottbus)
- 1982: Helmut Bez: Jutta oder Die Kinder von Damutz – Regie: Gerhard Printschitsch (Theater der Stadt Cottbus)
- 1984: Claus Hammel: Die Preußen kommen – Regie: Annette Klare (Theater der Stadt Cottbus)
- 1987: Peter Volksdorf: König Karl – Regie: Bernd Michael Baier (Theater der Stadt Cottbus)
- 1990: William Shakespeare: Romeo und Julia – Regie: ? (Theater der Stadt Cottbus)

### Regisseur
- 1961: Johann Wolfgang von Goethe: Iphigenie auf Tauris (Friedrich-Wolf-Theater Neustrelitz)